# Rudi Wegner
Rudi Wegner (* 27. Mai 1923 in Richtenberg; † 20. Juli 1995) war ein Jugendfunktionär der FDJ und Konteradmiral der Volksmarine.

## Leben
Der Sohn eines Arbeiters absolvierte von 1937 bis 1941 eine Lehre als Schmied und wurde anschließend zur Kriegsmarine eingezogen. Hier leiste er bis 1945 Kriegsdienst, zuerst als Maat und zuletzt als Unteroffizier der Panzergrenadiere in einer Marine-Infanterie-Division. Er war bis 1946 in britischer Kriegsgefangenschaft.
Nach dem Krieg ging er in seine Heimat zurück und arbeitete bis 1947 als Schmiedegeselle. Er wurde 1946 Mitglied der FDJ und 1947 Mitglied der SED. Zunächst war er Ortssekretär der FDJ in Richtenberg, ab 1948 Funktionär der FDJ-Kreisleitung Stralsund, dann der SED-Landesleitung Mecklenburg.
1950 trat er in die Deutsche Volkspolizei ein und wurde Politoffizier in der Hauptverwaltung Seepolizei. Von 1951 bis 1952 war er Vorsitzender der Parteikontrollkommission der Räum- und Küstensicherungsdivision und von 1952 bis 1954 Stellvertreter für Politarbeit beim Chef Rückwärtige Dienste der VP-See. 1954 war er in gleicher Funktion beim Chef Bewaffnung und Schiffsreparatur der VP-See und von 1954 bis 1955 beim Chef des Stabes der VP-See eingesetzt. Von 1955 bis 1956 war er Stellvertretender Leiter der Politabteilung des Kommandos der VP-See.
Nach Gründung der NVA und der Seestreitkräfte war er von April 1956 bis Dezember 1958 Stellvertreter des Chefs der Seestreitkräfte und Leiter der Politabteilung. Von 1959 bis 1961 besuchte er die Seekriegsakademie der UdSSR und war anschließend vom 1. Februar bis 30. November 1974 Stellvertretender Chef der Volksmarine und Leiter der Politischen Verwaltung des Kommandos der Volksmarine. Im Oktober 1968 wurde er zum Konteradmiral ernannt. Von 1974 bis 1983 war er schließlich Kommandeur der Flottenschule „Walter Steffens“. Am 31. Mai 1983 wurde er aus dem Wehrdienst entlassen.

## Auszeichnungen
- 1978 Ehrentitel Verdienter Angehöriger der Nationalen Volksarmee
- 1983 Vaterländischer Verdienstorden in Gold
- Kampforden „Für Verdienste um Volk und Vaterland“ in Gold